# Igney (Meurthe-et-Moselle)
Cet article possède un paronyme, voir Igny.
Pour les articles homonymes, voir Igney.
Igney est une commune française située dans le département de Meurthe-et-Moselle, en région Grand Est.

## Géographie

### Communes limitrophes
Le territoire de la commune est limitrophe de six communes (dont Foulcrey, dans le département de la Moselle), et une septième commune, Avricourt (Moselle), y touche au nord-est.  
|             | Avricourt (Meurthe-et-Moselle) |          |
| Amenoncourt | Igney                          | Foulcrey |
| Autrepierre | Repaix                         | Gogney   |

### Hydrographie
La commune est dans le bassin versant du Rhin au sein du bassin Rhin-Meuse. Elle est drainée par le ruisseau d'Erbisey,.

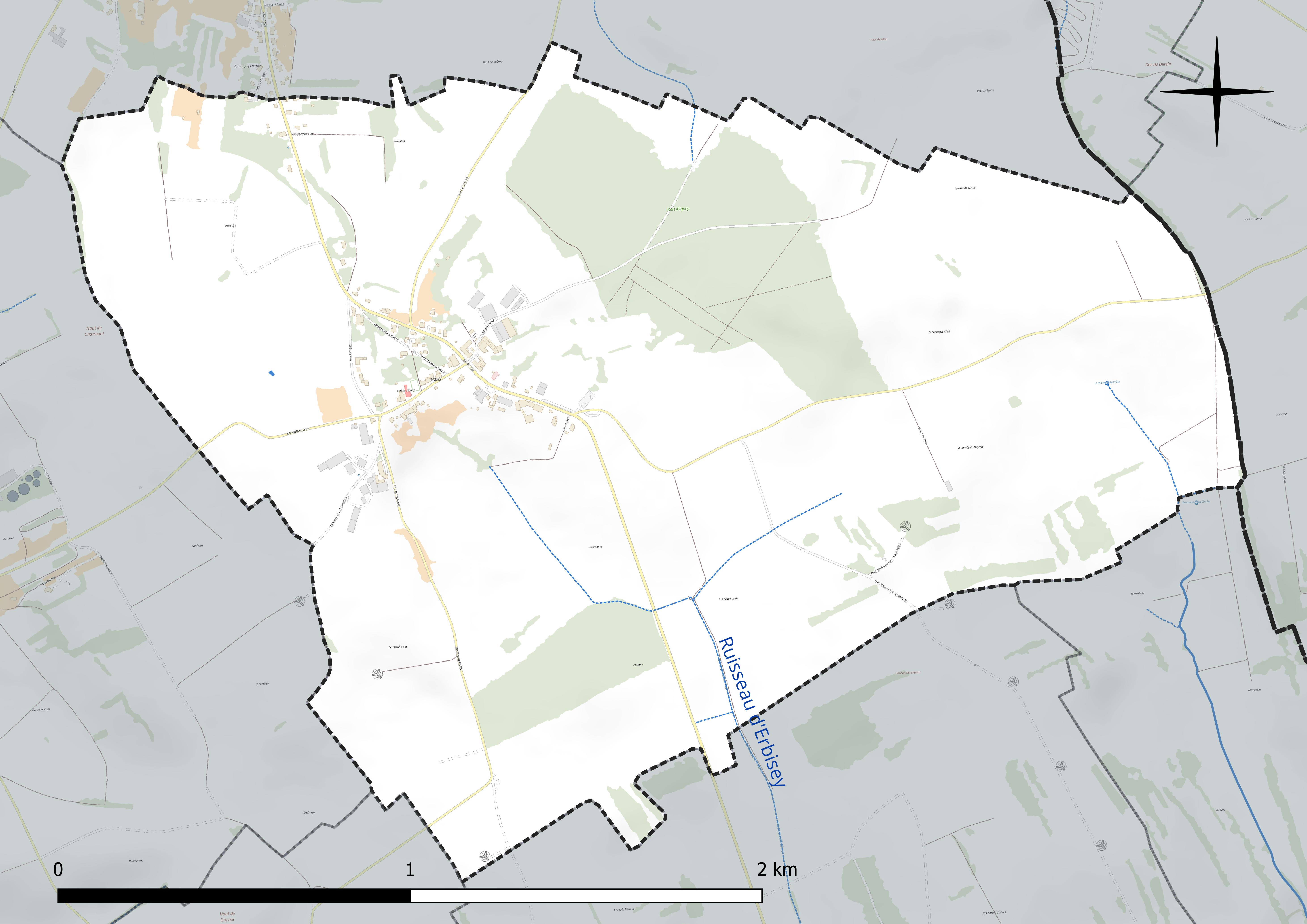
Réseau hydrographique d'Igney.

### Climat
Pour des articles plus généraux, voir Climat du Grand Est et Climat de Meurthe-et-Moselle.
En 2010, le climat de la commune est de type climat de montagne, selon une étude du Centre national de la recherche scientifique s'appuyant sur une série de données couvrant la période 1971-2000. En 2020, Météo-France publie une typologie des climats de la France métropolitaine dans laquelle la commune est exposée à un climat semi-continental et est dans la région climatique Vosges, caractérisée par une pluviométrie très élevée (1 500 à 2 000 mm/an) en toutes saisons et un hiver rude (moins de 1 °C).
Pour la période 1971-2000, la température annuelle moyenne est de 9,4 °C, avec une amplitude thermique annuelle de 16,8 °C. Le cumul annuel moyen de précipitations est de 963 mm, avec 12,3 jours de précipitations en janvier et 9,9 jours en juillet. Pour la période 1991-2020, la température moyenne annuelle observée sur la station météorologique de Météo-France la plus proche, « St Maurice », sur la commune de Saint-Maurice-aux-Forges à 14 km à vol d'oiseau, est de 10,5 °C et le cumul annuel moyen de précipitations est de 837,4 mm. 
La température maximale relevée sur cette station est de 39,2 °C, atteinte le 25 juillet 2019 ; la température minimale est de −19,9 °C, atteinte le 1er mars 2005,,.
Les paramètres climatiques de la commune ont été estimés pour le milieu du siècle (2041-2070) selon différents scénarios d'émission de gaz à effet de serre à partir des nouvelles projections climatiques de référence DRIAS-2020. Ils sont consultables sur un site dédié publié par Météo-France en novembre 2022.

## Urbanisme

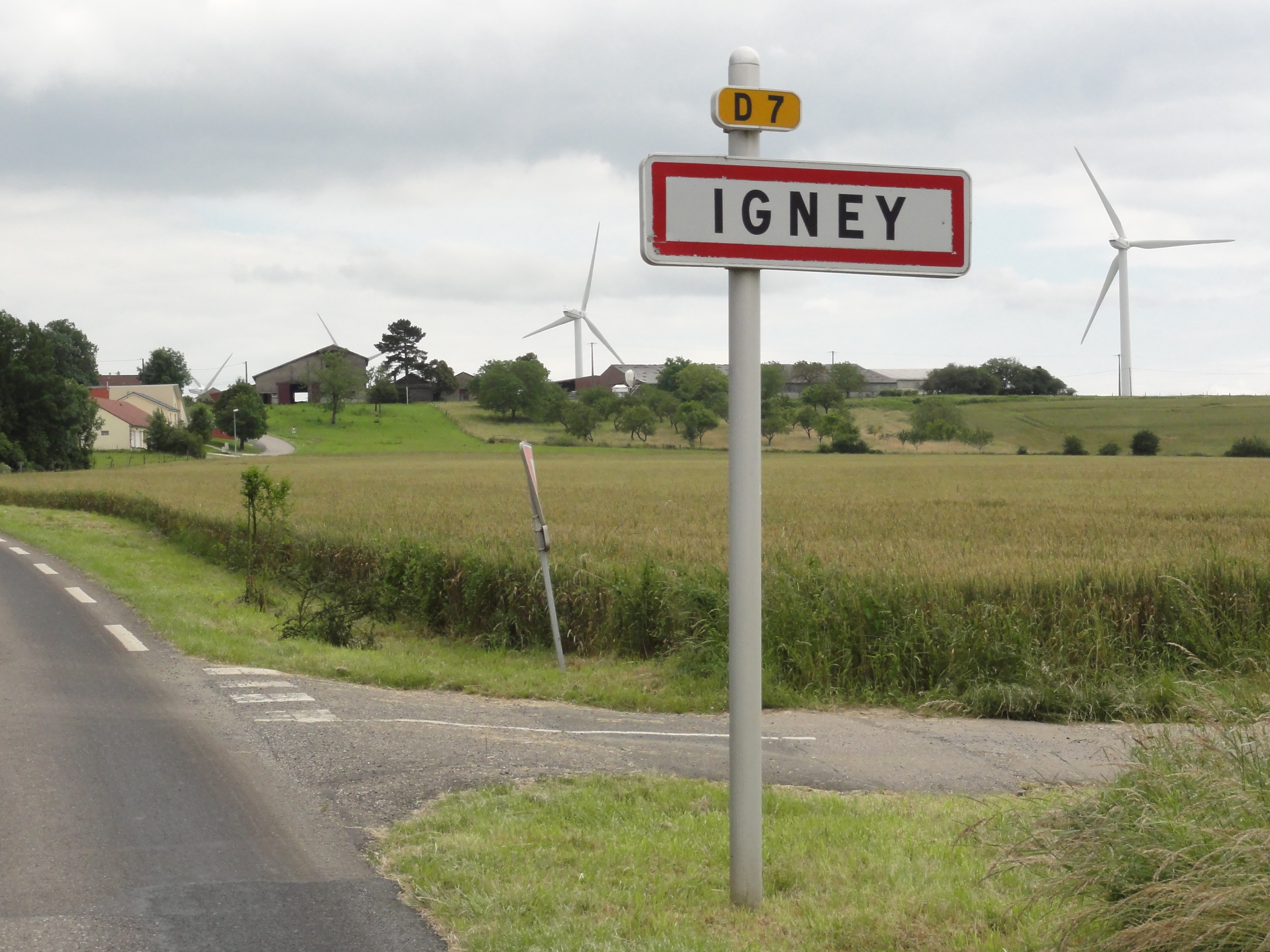
Entrée d'Igney.
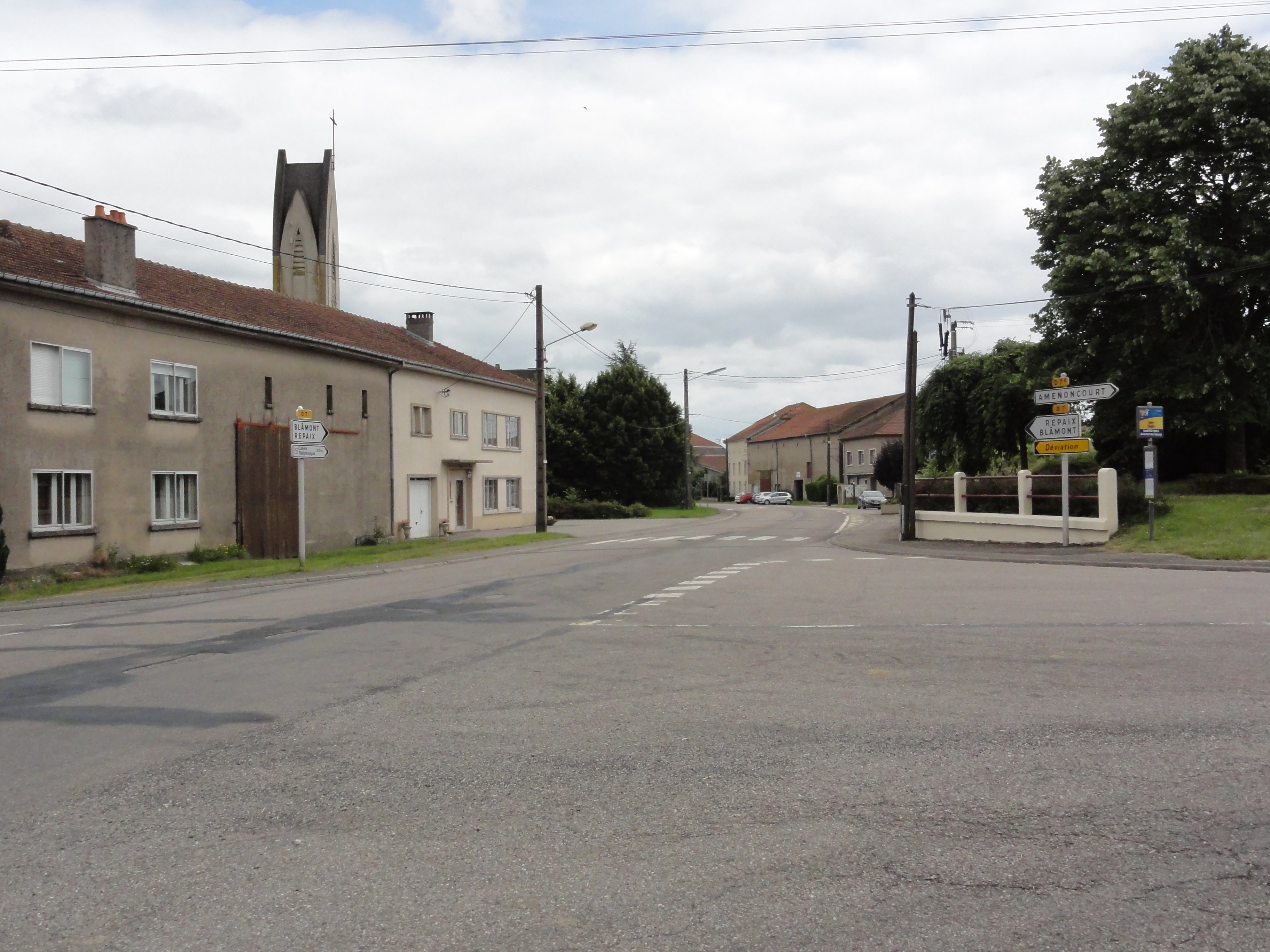
Le centre-bourg.

### Typologie
Au 1er janvier 2024, Igney est catégorisée commune rurale à habitat dispersé, selon la nouvelle grille communale de densité à sept niveaux définie par l'Insee en 2022.
Elle est située hors unité urbaine. Par ailleurs la commune fait partie de l'aire d'attraction de Sarrebourg, dont elle est une commune de la couronne,. Cette aire, qui regroupe 87 communes, est catégorisée dans les aires de 50 000 à moins de 200 000 habitants,.

### Occupation des sols

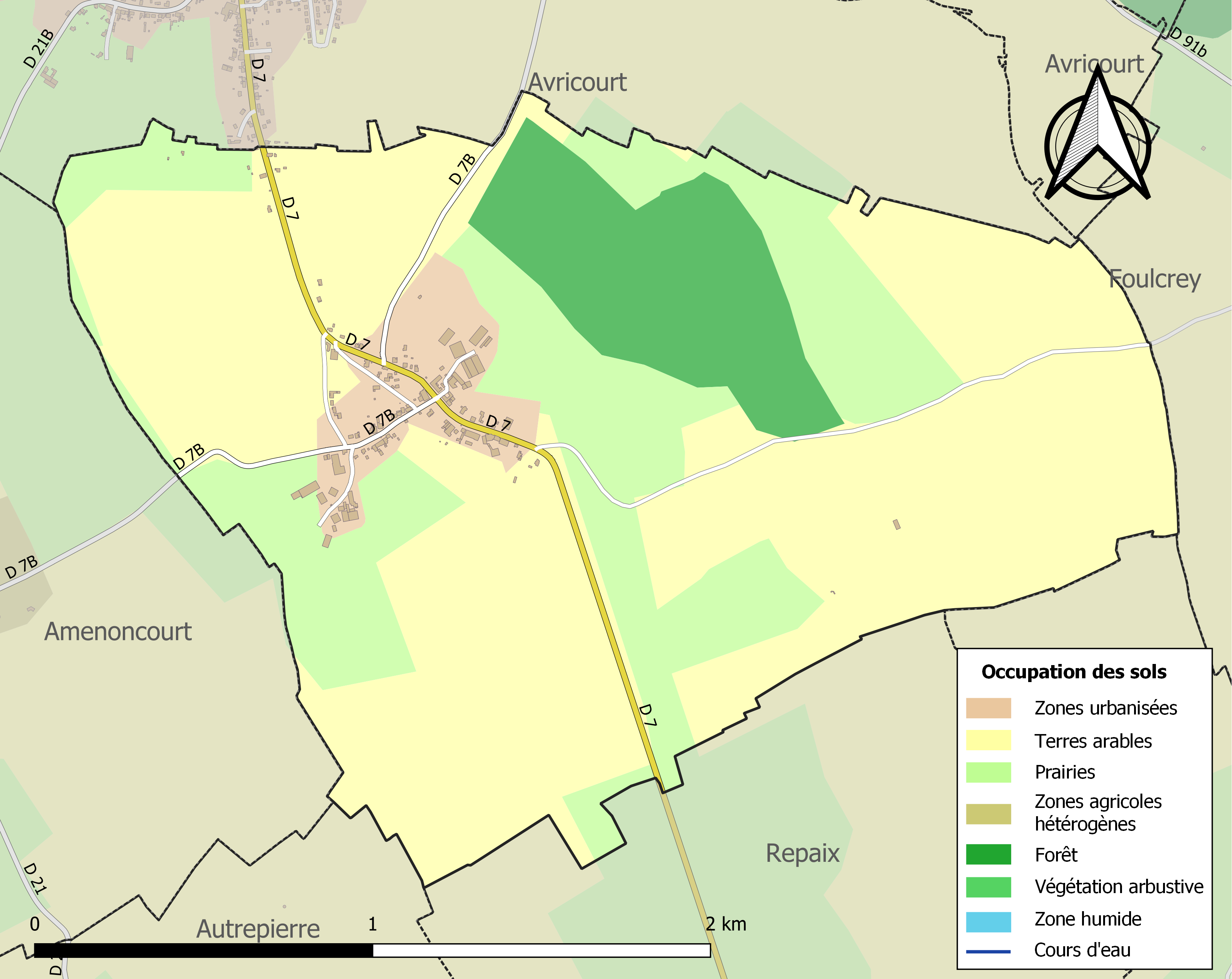
Carte des infrastructures et de l'occupation des sols de la commune en 2018 (CLC).

L'occupation des sols de la commune, telle qu'elle ressort de la base de données européenne d’occupation biophysique des sols Corine Land Cover (CLC), est marquée par l'importance des territoires agricoles (84,3 % en 2018), une proportion identique à celle de 1990 (84,3 %). La répartition détaillée en 2018 est la suivante : terres arables (60,2 %), prairies (24,1 %), forêts (10,2 %), zones urbanisées (5,5 %). L'évolution de l’occupation des sols de la commune et de ses infrastructures peut être observée sur les différentes représentations cartographiques du territoire : la carte de Cassini (XVIIIe siècle), la carte d'état-major (1820-1866) et les cartes ou photos aériennes de l'IGN pour la période actuelle (1950 à aujourd'hui).

### Habitat et logement
En 2013 et 2018, le nombre total de logements dans la commune était de 64, alors qu'il était de 56 en 2008.
Parmi ces logements, 85,8 % étaient des résidences principales, 3,1 % des résidences secondaires et 11 % des logements vacants. Ces logements étaient pour 96,9 % d'entre eux des maisons individuelles et pour 3,1 % des appartements.
Le tableau ci-dessous présente la typologie des logements à Igney en 2018 en comparaison avec celle de Meurthe-et-Moselle et de la France entière. Une caractéristique marquante du parc de logements est ainsi une proportion de résidences secondaires et logements occasionnels (3,1 %) supérieure à celle du département (2 %) mais inférieure  à celle de la France entière (9,7 %). Concernant le statut d'occupation de ces logements, 80 % des habitants de la commune sont propriétaires de leur logement (83,3 % en 2013), contre 57,3 % pour la Meurthe-et-Moselle et 57,5 % pour la France entière.
| Typologie                                               | Igney | Meurthe-et-Moselle | France entière |
| ------------------------------------------------------- | ----- | ------------------ | -------------- |
| Résidences principales (en %)                           | 85,8  | 88,7               | 82,1           |
| Résidences secondaires et logements occasionnels (en %) | 3,1   | 2                  | 9,7            |
| Logements vacants (en %)                                | 11    | 9,3                | 8,2            |

## Toponymie
Ygneis (1364), Igny (1549).[réf. nécessaire]

## Histoire
Le 26 février 1807 à 5 heures du matin, le clocher a été abattu par la tempête ; la maison voisine de l’église et celle du desservant ont également été endommagées.
Avant 1871 et la défaite française lors de la Guerre franco-allemande de 1870, Igney faisait partie de l'arrondissement de Sarrebourg, dans le département de la Meurthe. Afin de préserver l'intégrité de la Ligne d'Igney - Avricourt à Cirey exploitée par la compagnie du chemin de fer d'Avricourt à Blâmont et à Cirey, dite « ABC » et son accès à la gare d'Avricourt, la France négocie alors  auprès de l'Empire allemand une rectification des frontières, permettant à la commune dans son intégralité de rester française.  Toutefois, entre le 10 mai 1871 (signature du traité de Francfort) et le 12 octobre 1871 (signature à Berlin de la convention de rectification de la frontière), la commune d'Igney appartient à l'Empire allemand pendant 5 mois et 2 jours.
En 1898, le territoire de la commune d'Avricourt (Meurthe-et-Moselle) est détaché de celui d'Igney.
Dommages au cours de la guerre 1939-1945.

## Politique et administration

### Rattachements administratifs et électoraux

#### Rattachements administratifs
La commune se trouve depuis 1871 dans l'arrondissement de Lunéville du département de Meurthe-et-Moselle.
Elle faisait partie de 1793 à 1871 du canton de Réchicourt-le-Château, année où elle intègre le canton de Blâmont. Dans le cadre du redécoupage cantonal de 2014 en France, cette circonscription administrative territoriale a disparu, et le canton n'est plus qu'une circonscription électorale.

#### Rattachements électoraux
Pour les élections départementales, la commune fait partie depuis 2014 du canton de Baccarat
Pour l'élection des députés, elle fait partie de la quatrième circonscription de Meurthe-et-Moselle.

### Intercommunalité
Igney était membre de la petite communauté de communes de la Vezouze, un établissement public de coopération intercommunale (EPCI) à fiscalité propre créé en 1997 et auquel la commune avait transféré un certain nombre de ses compétences, dans les conditions déterminées par le code général des collectivités territoriales.
Dans le cadre des dispositions de la loi portant nouvelle organisation territoriale de la République du 7 août 2015, qui prévoit que les établissements publics de coopération intercommunale (EPCI) à fiscalité propre doivent avoir un minimum de 15 000 habitants, cette intercommunalité a fusionné avec sa voisine pour former, le 1er janvier 2017, la communauté de communes de Vezouze en Piémont, dont est désormais membre la commune.

### Liste des maires
| Période                                  | Période                   | Identité         | Étiquette | Qualité                                                                        |
| ---------------------------------------- | ------------------------- | ---------------- | --------- | ------------------------------------------------------------------------------ |
| Les données manquantes sont à compléter. |                           |                  |           |                                                                                |
|                                          |                           |                  |           |                                                                                |
| avant 1995                               |                           | Roger Graff      | DVD       |                                                                                |
|                                          |                           |                  |           |                                                                                |
| mars 2008                                | mars 2014                 | Alain Verdenal   | DVD       | Agriculteur Conseiller général de Lunéville-Nord (1996 → 2004)                 |
| mars 2014                                | avril 2022                | Daniel Schluck   |           | Profession intermédiaire administrative de la fonction publique Démissionnaire |
| juillet 2022                             | En cours (au 6 juin 2023) | Evelyne Verdenal |           | Agricultrice                                                                   |

## Population et société

### Démographie
L'évolution du nombre d'habitants est connue à travers les recensements de la population effectués dans la commune depuis 1793. Pour les communes de moins de 10 000 habitants, une enquête de recensement portant sur toute la population est réalisée tous les cinq ans, les populations de référence des années intermédiaires étant quant à elles estimées par interpolation ou extrapolation. Pour la commune, le premier recensement exhaustif entrant dans le cadre du nouveau dispositif a été réalisé en 2007.

En 2022, la commune comptait 113 habitants, en évolution de −10,32 % par rapport à 2016 (Meurthe-et-Moselle : −0,13 %, France hors Mayotte : +2,11 %).
| 1793 | 1800 | 1806 | 1821 | 1831 | 1836 | 1841 | 1846 | 1851 |
| ---- | ---- | ---- | ---- | ---- | ---- | ---- | ---- | ---- |
| 149  | 141  | 159  | 156  | 164  | 155  | 157  | 175  | 195  |

| 1856 | 1861 | 1872 | 1876 | 1881 | 1886 | 1891 | 1896 | 1901 |
| ---- | ---- | ---- | ---- | ---- | ---- | ---- | ---- | ---- |
| 184  | 190  | 248  | 547  | 811  | 878  | 988  | 996  | 268  |

| 1906 | 1911 | 1921 | 1926 | 1931 | 1936 | 1946 | 1954 | 1962 |
| ---- | ---- | ---- | ---- | ---- | ---- | ---- | ---- | ---- |
| 262  | 257  | 138  | 162  | 169  | 172  | 113  | 167  | 155  |

| 1968 | 1975 | 1982 | 1990 | 1999 | 2006 | 2007 | 2012 | 2017 |
| ---- | ---- | ---- | ---- | ---- | ---- | ---- | ---- | ---- |
| 168  | 160  | 143  | 141  | 127  | 115  | 113  | 126  | 124  |

| 2022 | - | - | - | - | - | - | - | - |
| ---- | - | - | - | - | - | - | - | - |
| 113  | - | - | - | - | - | - | - | - |

## Culture locale et patrimoine

### Lieux et monuments
- Motte fossoyée.
- Église Saint-Martin moderne, reconstruite après 1945 ; deux vitraux d'Antoine-René Giguet.
- Monument aux morts.

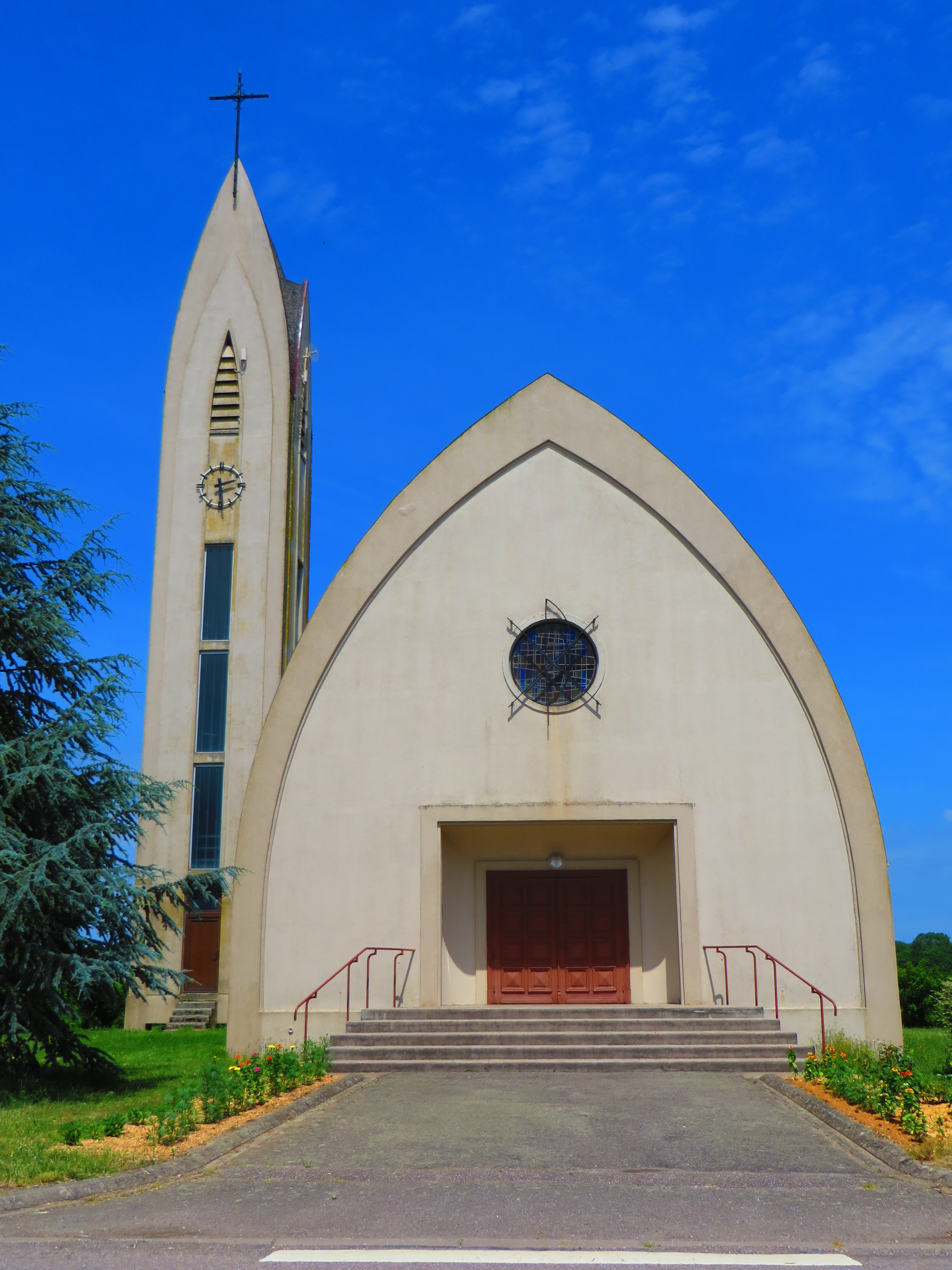
L'église
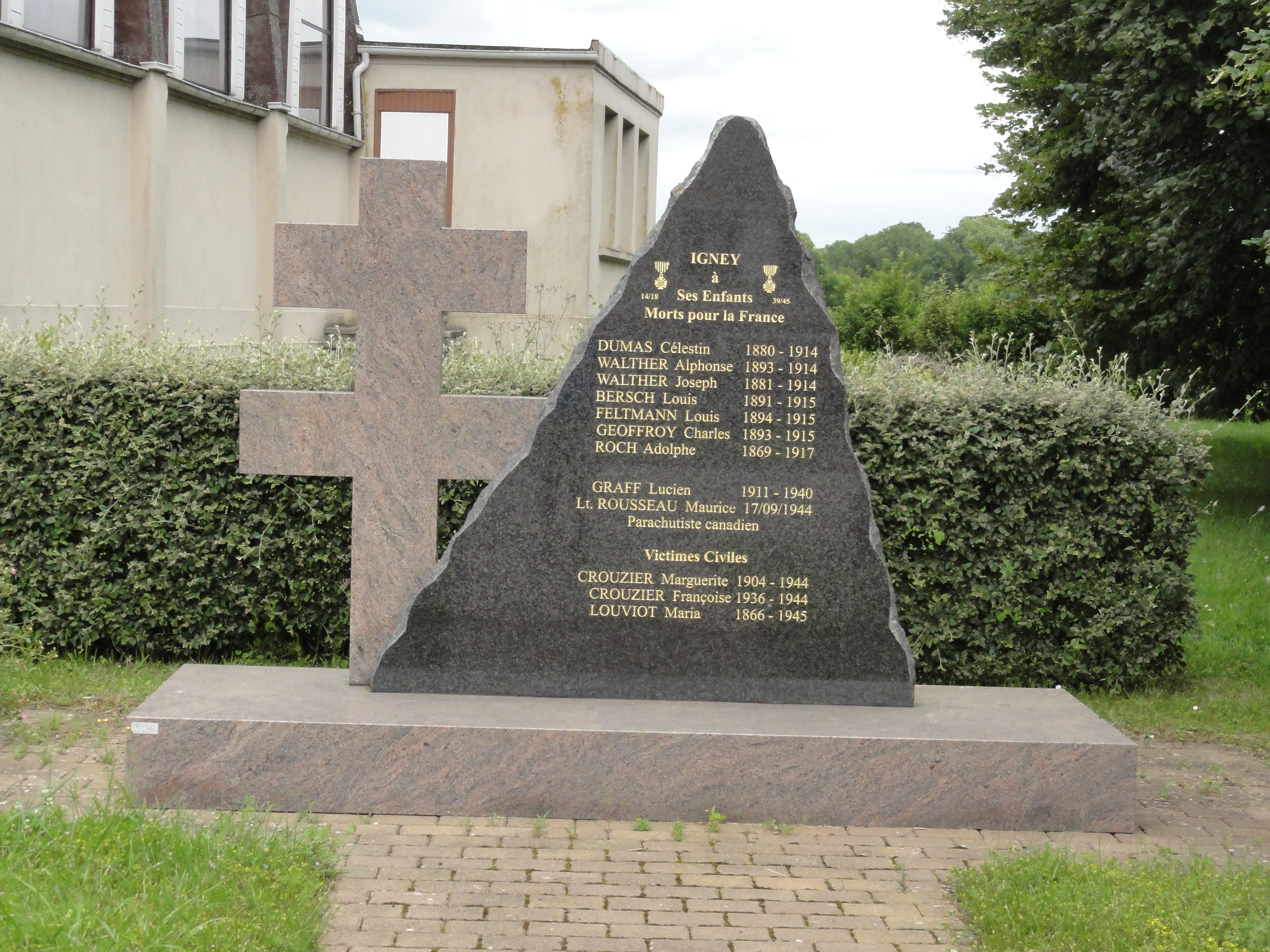
Le monument aux morts.
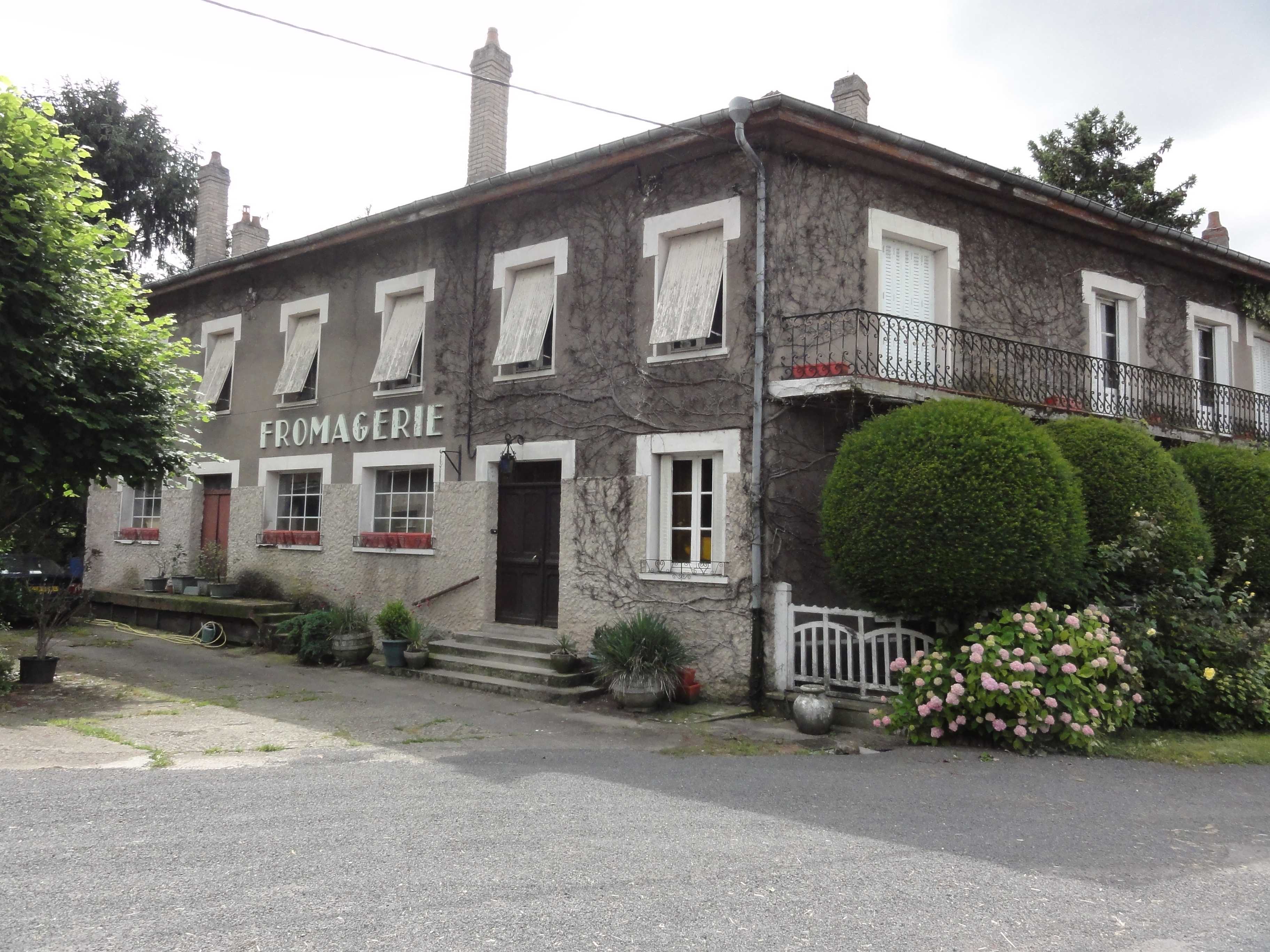
La fromagerie.

### Héraldique
| Blason de Igney (Meurthe-et-Moselle) | Blason  | D'or à la bande de sinople chargée d'un cerf courant d'argent. |
| Blason de Igney (Meurthe-et-Moselle) | Détails | Le statut officiel du blason reste à déterminer.               |

## Pour approfondir